# نوسنجابچه‌ها
نوسنجابچه‌ها یا سنجابچه‌های امریکایی (نام علمی: Neotamias) نام یک سرده از تیره سنجاب است.

## گونه‌ها
- سمورچه آلپ، Neotamias alpinus
- سمورچه کاج زرد Neotamias amoenus
- سمورچه بولر، Neotamias bulleri
- سمورچه پاخاکستری، Neotamias canipes
- سمورچه یقه‌خاکستری، Neotamias cinereicollis
- سمورچه پرتگاه، Neotamias dorsalis
- سمورچه دورانگو، Neotamias durangae
- سمورچه مریام، Neotamias merriami
- سمورچه کهتر، Neotamias minimus
- سمورچه کالیفرنیا، Neotamias obscurus
- سمورچه گونه‌زرد، Neotamias ochrogenys
- سمورچه پالمر، Neotamias palmeri
- سمورچه پانامینت، Neotamias panamintinus
- سمورچه گوش‌دراز، Neotamias quadrimaculatus
- سمورچه کولورادو، Neotamias quadrivittatus
- سمورچه دم‌سرخ، Neotamias ruficaudus
- سمورچه هوپی، Neotamias rufus
- سمورچه الن، Neotamias senex
- سمورچه سیسکیو، Neotamias siskiyou
- سمورچه سونوما Neotamias sonomae
- سمورچه کاج ساحلی، Neotamias speciosus
- سمورچه تاونسند، Neotamias townsendii
- سمورچه یونیتا Neotamias umbrinus